# Isola Pirožok
L'isola Pirožok (in russo Остров Пирожок, ostrov Pirožok, in italiano "isola tortello") è un'isola russa che fa parte dell'arcipelago di Severnaja Zemlja ed è bagnata dal mare di Kara.
Amministrativamente fa parte del distretto di Tajmyr del Territorio di Krasnojarsk, nel Distretto Federale Siberiano.

## Geografia
L'isola è situata 700 m a nord dell'isola di Arngol'd, lungo la costa centro-orientale dell'isola della Rivoluzione d'Ottobre.
Ha una forma leggermente allungata e misura circa 200 m di lunghezza. Non ci sono rilevi importanti.

## Isole adiacenti
- Isola di Arngol'd (остров Арнгольда, ostrov Arngolda), a sud.
- Isola Suchoj (острова Сухой, ostrov Suchoj), a nord.
- Isola Malyš (остров Малыш, ostrov Malyš), a nord.